# Algorithme à bulle
L´algorithme à bulle est une méthode de contours actifs (snakes) proposée par Cohen en 1991. Il s'agit d'une amélioration du modèle de contour actif original présenté par Kass & al. en 1987. L'apport de cette méthode réside dans l'addition d'une nouvelle force normale à la courbe et qui permet de le déplacer en absence des forces externes palliant ainsi le problème de sensibilité à la position initiale de la courbe. Toutefois une connaissance a priori de la position de l'objet par rapport à la courbe est requise. Ce modèle a été appliqué dans le domaine de l'imagerie médicale.